# Neoscona utahana
Neoscona utahana är en spindelart som först beskrevs av Chamberlin 1919.  Neoscona utahana ingår i släktet Neoscona och familjen hjulspindlar. Inga underarter finns listade i Catalogue of Life.